# Мост Дугэ
Мост Дугэ (кит. 抵母河特大桥) — мост, пересекающий реку Бэйпаньцзян, расположенный на границе городских округов Цюйцзин и Люпаньшуй; 14-й по длине основного пролёта висячий мост в мире (8-й в Китае); 1-й по высоте над пересекаемой преградой мост в мире; 15-й по высоте конструкции (башенной опоры над преградой) мост в мире. Является частью скоростной автодороги G56 Ханчжоу — Руили.

## Характеристика
Мост соединяет западный и восточный берега реки Бэйпаньцзян соответственно городской уезд Сюаньвэй городского округа Цюйцзин  провинции Юньнань и уезд Шуйчэн городского округа Люпаньшуй провинции Гуйчжоу.
Длина — 1 341,4 м. Представляет собой двухпилонный вантовый мост с основным пролётом длиной 720 м, который сменяет по три секции балочной конструкции с обеих сторон. Пролеты моста 80+88+88+720+88+88+80 м. Высота мостовых башенных опор: восточная 269 м и западная 246,5 м. Кроме вантов балка жёсткости (с дорожным полотном на ней) также закреплена снизу фермовой конструкцией для увеличения устойчивости и несущей способности мостового пролёта. Мостовые опоры имеют форму буквы Н, ниже дорожного полотна сужается (напоминает букву Y). Дорожное полотно моста находится на высоте 564 м над рекой.
Имеет четыре (по две в обе стороны) полосы движения.
Один из первых вантовых мостов в Азии построенный в горной местности. Стоимость строительства моста 7,79 млрд. юаней. Построен компанией Гуйчжоу-экспресс-групп-Эл-Ти-Ди в период 2013—2016 года. С открытием моста время в пути между уездами Сюаньвэй и Шуйчэн сократилось с четырёх часов до одного часа.